# Флемальський майстер

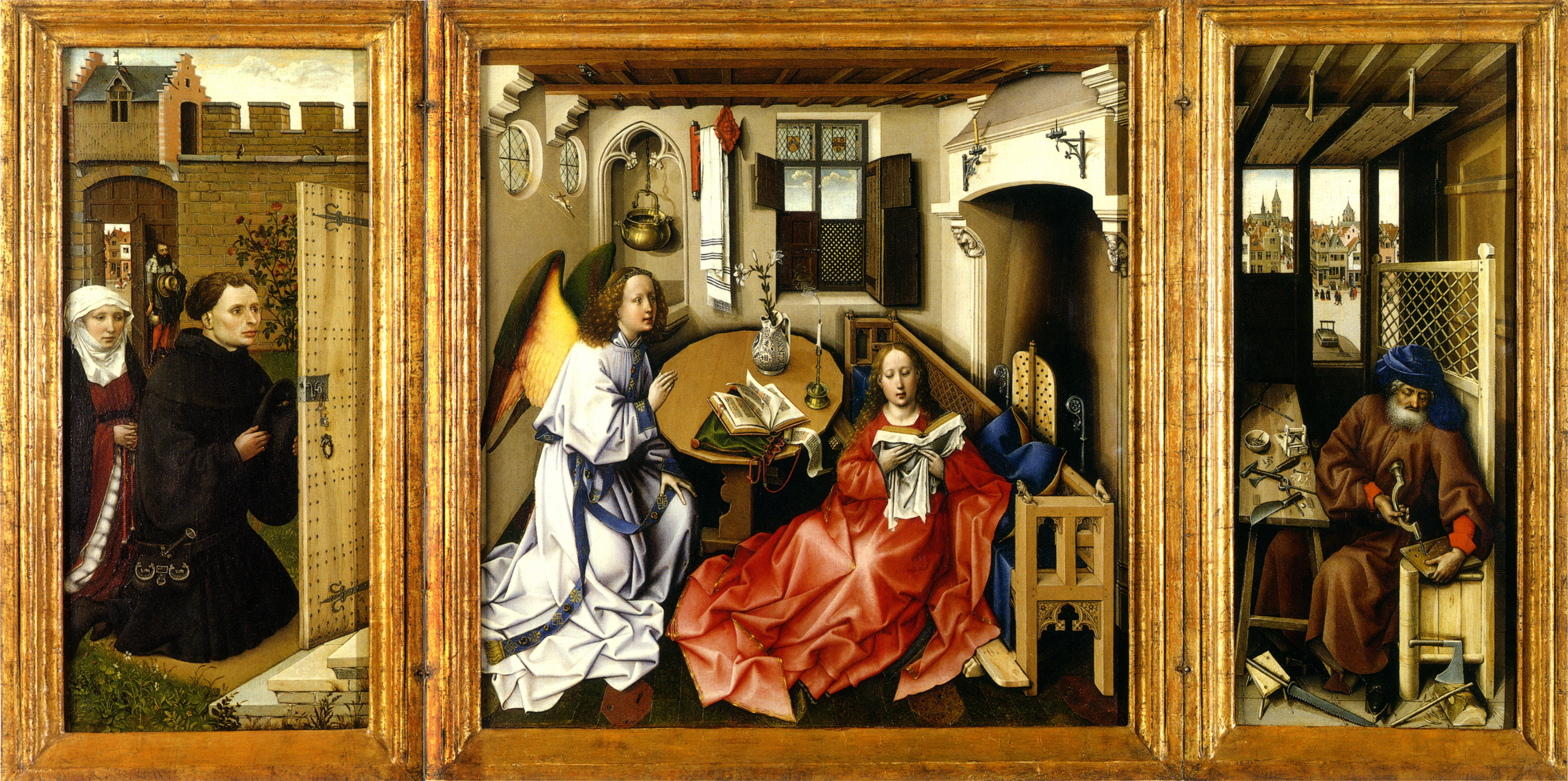
Вівтар Мероде, бл. 1425 р.

Флемальський майстер (також Майстер вівтаря Мероде) — прізвисько невідомого фламандського художника, творчість якого припадає на період з 1410 по 1440 роки.
Невідомий художник отримав своє прізвисько за трьома роботами, в провенансі яких при продажу в XIX столітті був вказаний Флемаль поблизу Льєжа. Оскільки в цьому містечку немає жодного абатства, про яке йдеться в супровідних документах, походження цих творів мистецтва залишається туманним.
Тривалий час загальноприйнятою була думка, що Флемальский майстер — це Робер Кампен. Найближчі до Флемальського майстра за своєю творчою манерою Жак Дарі та (в ранніх роботах) Рожле де ла Пастюр — два художники, що сформувалися в майстерні Кампена. Проте, за останніми дослідженнями, було з'ясовано, що твори, які приписували Флемальському майстру, були написані не одним, а різними художниками. Питання про те, чи справді можна вважати Робера Кампена одним з авторів творів, що їх приписують Фламельському майстрові, залишається відкритим. На думку інших науковців, принаймні частина робіт Фламельського майстра таки має належати пензлеві Робера Кампена.